# Douglas Henderson (acteur)
Douglas Henderson est un acteur américain, né le 14 janvier 1919 à Montclair (New Jersey) et mort le 5 avril 1978  à Studio City.

## Filmographie partielle
- 1945 : Aventures en Birmanie de Raoul Walsh
- 1945 : A Guy, a Gal and a Pal de Budd Boetticher
- 1951 : Les Diables de Guadalcanal de Nicholas Ray
- 1952 : L'Intrépide de Stanley Donen
- 1952 : Big Jim McLain d'Edward Ludwig
- 1952 : Eight Iron Men d'Edward Dmytryk
- 1953 : La Guerre des mondes de Byron Haskin
- 1953 : Deux Nigauds chez Vénus de Charles Lamont
- 1953 : Tant qu'il y aura des hommes (From Here to Eternity) de Fred Zinnemann
- 1955 : Le Roi des dinosaures de Bert I. Gordon
- 1957 : Invasion of the Saucer Men d'Edward L. Cahn
- 1965 : Le Chevalier des sables (The Sandpiper) de Vincente Minnelli
- 1969 : Pendulum, la Nuit sans témoin de George Schaefer
- 1970 : Zigzag de Richard Colla